# Walbridge (Ohio)
Walbridge es una villa ubicada en el condado de Wood en el estado estadounidense de Ohio. En el Censo de 2010 tenía una población de 3019 habitantes y una densidad poblacional de 529,6 personas por km².

## Geografía
Walbridge se encuentra ubicada en las coordenadas 41°35′7″N 83°29′18″O / 41.58528, -83.48833. Según la Oficina del Censo de los Estados Unidos, Walbridge tiene una superficie total de 5.7 km², de la cual 5.66 km² corresponden a tierra firme y (0.68%) 0.04 km² es agua.

## Demografía
Según el censo de 2010, había 3019 personas residiendo en Walbridge. La densidad de población era de 529,6 hab./km². De los 3019 habitantes, Walbridge estaba compuesto por el 95.93% blancos, el 0.66% eran afroamericanos, el 0.26% eran amerindios, el 0.3% eran asiáticos, el 0% eran isleños del Pacífico, el 1.06% eran de otras razas y el 1.79% pertenecían a dos o más razas. Del total de la población el 5.6% eran hispanos o latinos de cualquier raza.